# Fiodor Apraxine
Pour les articles homonymes, voir Apraxine.
Le comte Fiodor Matveïevitch Apraxine (en russe : Фёдор Матвеевич Апраксин ; 27 novembre 1661 (7 décembre dans le calendrier grégorien) - 10 novembre 1728 (21 novembre dans le calendrier grégorien)) à Moscou est un amiral russe (1708) et l'un des créateurs de la marine russe. Il fut gouverneur de Saint-Pétersbourg de 1722 à 1723.

## Famille
Fiodor Apraxine est le fils de Matveï Vassilievitch Apraxine (1625-1668) et le frère de Piotr Matveïevitch Apraxine (de), d'Andreï Matveïevitch Apraxine (ru) (1663-1731), de Maria Matveïevna Apraksina, épouse d'Ivan Andreïevitch Tolstoï, et de Martha Matveïevna Apraxina, épouse du tsar Fédor III de Russie.

## Biographie

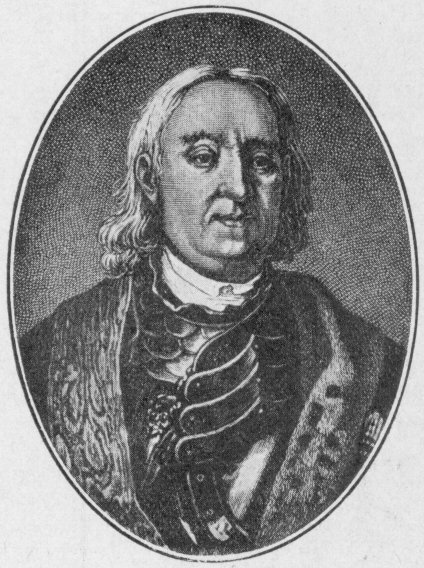
Fiodor Matveevitch Apraxine

Fiodor Matveïevitch Apraxine bénéficia toujours d'une grande confiance de la part de Pierre le Grand. Le 18 avril 1700, le tsar le nomma chef de l'Amirauté et l'amiral apporta une large contribution à la création de la Marine impériale de Russie. Pierre Ier l'éleva au grade d'amiral le 22 janvier 1707 et président de l'Amirauté. Au printemps de l'année 1707, Fiodor Matveïevitch Apraxine fut mis à la tête de la flotte de la Baltique. De 1707 à 1709 la sécurité de la ville de Saint-Pétersbourg lui fut confiée avec pour consigne d'empêcher la progression de l'armée suédoise sous le commandement du général Lybecker (en) vers la ville. Pour cet exploit militaire, l'empereur l'éleva au rang de comte en 1709. Comme il fut admis au Conseil privé du tsar, il reçut les revenus de maréchal, par oukaze impérial. Lors de la guerre russo-suédoise, il prit la ville de Vyborg, après l'avoir assiégée et fut donc, pour ce fait de guerre, le premier à recevoir l'Ordre de Saint-André nouvellement créé par Pierre Ier. Il lui fut également remis une épée sertie de diamants. La supervision des travaux de construction de la forteresse de Kotline fut placée sous sa responsabilité. Il remporta plusieurs victoires sur les Suédois en Ingrie et en Estonie, et s'empara des îles d’Åland. En 1712, Pierre le Grand le nomma gouverneur d'Estland de Carélie et d'Ingrie, il occupa ce poste jusqu'en 1723. Entre 1713 et 1721, le comte fut nommé commandant d'une flotte de galères et prit une large part dans la bataille navale qui eut lieu près de Gangout dans la péninsule d'Hanko le 7 août 1714. L'amiral dirigea les opérations navales de la flotte à rames en pays Baltes. À partir de 1718, il occupa le poste de président du collège de l'Amirauté. En 1719, il organise une opération russe sur Stockholm. Des troupes cosaques sont débarquées et marchent sur Stockholm, mais sont repoussées. Pour sa brillante participation au traité de Nystad (1721), on lui remit le drapeau de l'empereur. Lors de la guerre russo-persane de 1722-1723, il commanda les forces navales sur la mer Caspienne , et à son retour fut nommé commandant de la flotte de la mer Baltique. Le comte fut admis au Conseil privé de la Cour, en 1726.
Le comte Fiodor Apraxine fut un des principaux instruments de la gloire de Pierre le Grand. Un instant disgracié pour déprédations, il rentra bientôt en grâce, et fut élevé aux dignités de sénateur, d'amiral général de Russie et de conseiller privé.

## Décès et inhumation
Fiodor Matveïevitch Apraxine décéda le 10 novembre 1728, il fut inhumé dans le caveau familial au monastère de Saint Jean Chrysostome à Moscou. Sa tombe fut détruite par les communistes dans les années 1930.

## Distinctions
- Ordre de Saint-André

## Sources
- Marie-Nicolas Bouillet  et Alexis Chassang (dir.), « Fiodor Apraxine » dans Dictionnaire universel d’histoire et de géographie, 1878 (lire sur Wikisource)

- (ru) Cet article est partiellement ou en totalité issu de l’article de Wikipédia en russe intitulé « Апраксин, Фёдор Матвеевич » (voir la liste des auteurs).